# هيدروكسي سيترونيلال
هيدروكسي سيترونيلال أو 7-هيدروكسي-3,7-ثنائي ميثيل الأوكتانال (C10H20O2) هو مادة عطرية تُستخدم في صناعة العطور.